# Caruncola
In anatomia umana e animale, la caruncola (o caroncola - dal latino caruncŭla, diminutivo di caro = carne) designa una piccola escrescenza carnosa in forma di papilla (come ad esempio l'escrescenza gialla del merlo indiano).
In botanica, denota il rigonfiamento carnoso ricco di sostanze nutritive (incluse vitamine) di certi semi. Se ne nutrono in particolare le formiche.

## Nell'anatomia animale
- Caruncola lacrimale, tubercolo nel quale drenano le lacrime.
- Caruncole salivari, due piccoli tubercoli situati ai lati del frenulo della lingua, da cui sbocca il canale di Wharton.
- Caruncola sottolinguale, situata lateralmente a ciascuna caruncola salivare, legata alla presenza della ghiandola sottolinguale.
- Caruncole imeneali o mirtiformi, residui dell'imene dopo la deflorazione.
- Caruncola maior e caruncola minor di Santorini, poste nel duodeno. La caruncola maior ospita l'ampolla duodenale di Vater. Nella caruncola minor sbocca il canale accessorio del pancreas.
- Caruncola di Morgagni, situata nella prostata.
- Caruncola uretrale, escrescenza talvolta posta presso lo sbocco dell'uretra femminile.

## Curiosità
Dalla presenza di caruncole alla base del becco deriva il nome latino della gru coronata: Grus carunculata.